# 中央大学理工学研究所
中央大学理工学研究所（ちゅうおうだいがくりこうがくけんきゅうじょ）は、中央大学に設置されている研究所。

## 概要
1992年（平成4年）7月、中央大学理工学研究所は理工学の基礎と応用に関する共同研究、プロジェクト研究等を行い、学術の発展を目指して設立された。
研究所の事業内容は、理工学に関する共同研究および共同調査、理工学に関するプロジェクト研究、理工学に関する一般研究および一般調査、研究・調査および試験の受託、研究および調査の成果ならびに資料の刊行、研究会・講演会等の開催などである。
研究は、共同研究、プロジェクト研究、特化プロジェクト研究、受託研究、などで構成される。
現在は、1.レジリエントで安全、安心な社会の構築、2.Society5.0の実現に向けた、ロボットIoT、ビッグデータ、AIの技術開発・推進、3.新たな価値創出のコアとなる素材・ナノテクノロジーの開発・推進の分野に力を注いでいる。
また、中央大学理工学研究所は，中央大学の学生，大学院生をはじめ、市民に開放した研究発表会，特別講演会，国際交流・公開研究セミナー，シンポジウム等を開催している。

## 所長
- 大隅 久

## 刊行物
中央大学理工学研究所は、以下のものを定期的に刊行している。
- 「年報」 - 本研究所で推進されている研究の概要・業績や講演会・セミナー等の諸活動を網羅した刊行物。年11 回発行。

- 「論文集」 - 研究員の研究成果を学外者等の査読を経て公表し，研究のご紹介の公開・交流を目的とした刊行物。年1 回発行。

## 所在地
後楽園キャンパス
- 東京都文京区春日1-13-27